# Față în față (fim din 1999)
Față în față este un film românesc din 1999 regizat de Marius Theodor Barna. Rolurile principale au fost interpretate de actorii Maia Morgenstern, Șerban Ionescu, Mircea Diaconu.

## Distribuție
Distribuția filmului este alcătuită din:
- Mircea Diaconu — Daniel
- Adrian Titieni — moderatorul TV
- Mircea Rusu — prieten de familie
- Horațiu Mălăele — grafologul
- Șerban Pavlu— cameraman
- Șerban Ionescu — Victor Petroni
- Magda Catone — soția lui Daniel
- Maia Morgenstern — Ioana Petroni
- Ioan Fiscuteanu — director de școală
- Ioana Moldovan — jurnalistă
- Coca Bloos — servitoare
- Alexandru Bindea — cetățean

## Primire
Filmul a fost vizionat de 8.533 de spectatori în cinematografele din România, după cum atestă o situație a numărului de spectatori înregistrat de filmele românești de la data premierei și până la data de 31 decembrie 2014 alcătuită de Centrul Național al Cinematografiei.